# Ciconia nigra
La cicogna nera (Ciconia nigra Linnaeus, 1758) è un uccello della famiglia delle Ciconiidae.

## Aspetti morfologici
La cicogna nera è leggermente più piccola della cicogna bianca: è lunga 95 cm, per circa 3 kg di peso. L'apertura alare può raggiungere e superare (anche se di poco) i 2 m.

Fatta esclusione per il ventre ed alcune penne ascellari di colore bianco, è di colore nero, con sfumature verdi/viola metalliche che si vedono solo in casi particolari di luce. Becco, zampe e circolo oculare sono di colore rossiccio.

I giovani sono di un colore verde nerastro opaco. Le zampe e il becco sono grigio-verdi.

## Distribuzione e habitat
La cicogna nera nidifica in buona parte d'Europa e Asia, dalla penisola iberica fino alla Cina settentrionale, escludendo però le zone più settentrionali (Scandinavia e Siberia). Gli esemplari europei vanno a svernare in Africa, lungo le coste mediterranee, nel Sahel o lungo la Rift Valley, mentre gli esemplari asiatici svernano tra la penisola indiana e la Cina meridionale. In alcune zone della Spagna e dell'Africa meridionale è stanziale.

Frequenta ambienti diversi in base al periodo: durante le migrazioni la si rinviene in molti ambienti, come paludi, prati umidi, risaie, marcite. Nidifica invece in boschi umidi o foreste vicine a zone umide, prevalentemente nel Nord Europa, e pareti rocciose (prevalentemente in zone con clima mediterraneo, come Spagna, Grecia o Italia meridionale), in ogni caso in zone lontane da insediamenti umani o disturbi antropici.

### In Italia
In Italia la cicogna nera è una specie rara: dopo anni di assenza è tornata a nidificare nel 1994 in Piemonte (nel parco naturale del Monte Fenera) per poi ricolonizzare anche Calabria (1997), Basilicata (2000) e Lazio (2002) e Campania (Monteverde, 2010).
 Dal 2016 circa è diventata stanziale sull'altopiano della Sila, diventando svernante e dove nell'estate del 2021 è stata documentata una prima nidificazione alla quota più elevata nota in Italia .
Nel 2002 in Italia hanno nidificato 5 coppie di cicogna nera, salite a 9 nel 2007.
Probabilmente, comunque, il numero di coppie nidificanti è sottostimato in quanto è una specie elusiva che nidifica in luoghi appartati.

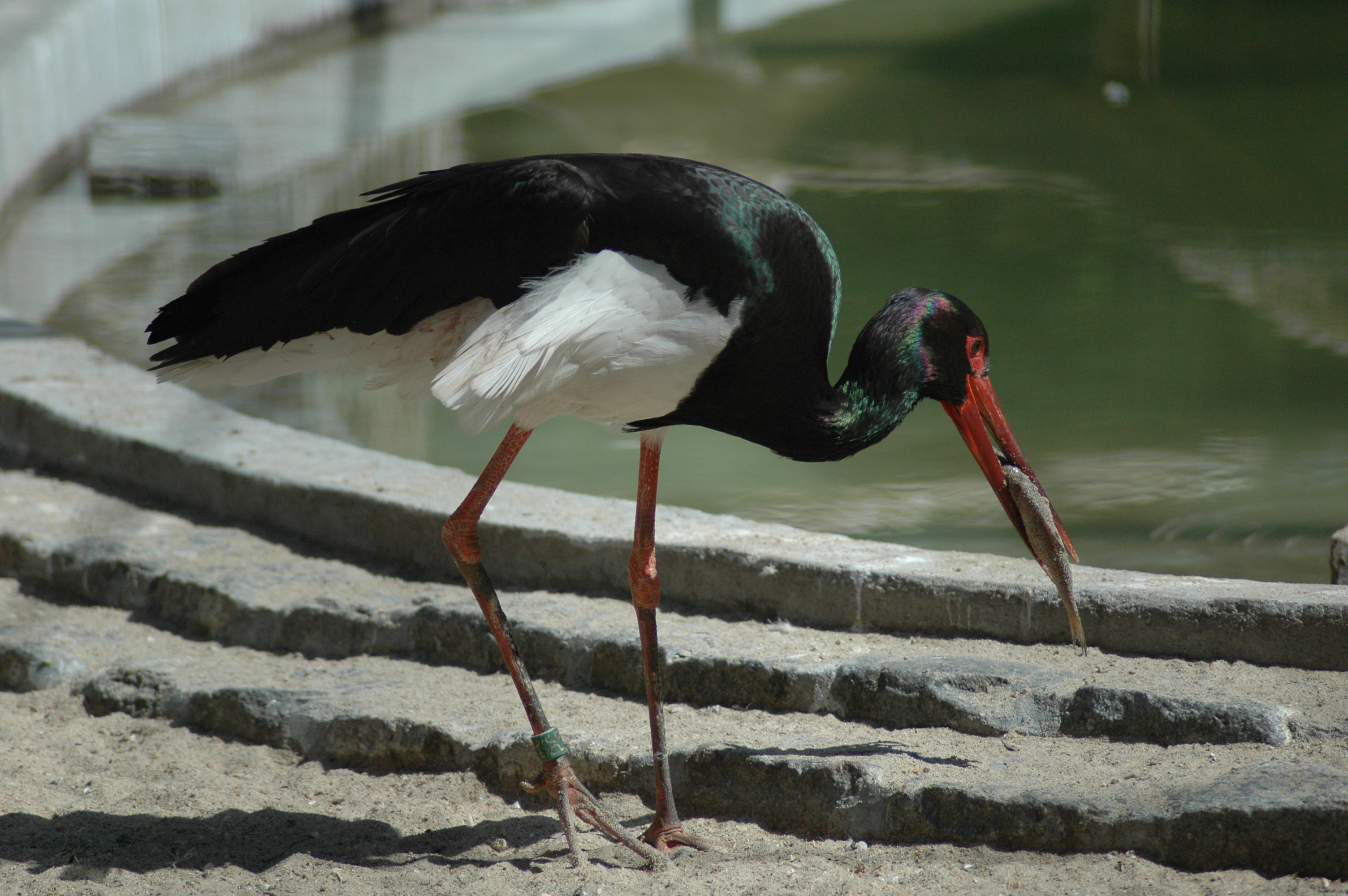
Una cicogna nera si appresta a ingoiare un pesce allo zoo di Breslavia

Durante le migrazioni è più facile avvistarla, quasi in qualsiasi parte della penisola.

Il numero di individui svernanti va aumentando di anno in anno.

## Biologia

### Cibo ed alimentazione
Si nutre di pesci, anfibi e rettili.

### Riproduzione
Nidifica sugli alberi di notevole altezza o su pareti rocciose, depone dalle tre alle sei uova.

### Spostamenti
In Italia è facile vederla di passaggio, durante le migrazioni.

### Relazioni con l'uomo
Rispetto alla cicogna bianca, non gradisce le zone antropizzate.

## Status e conservazione
È specie protetta ai sensi della legge 157/92.

## Galleria d'immagini

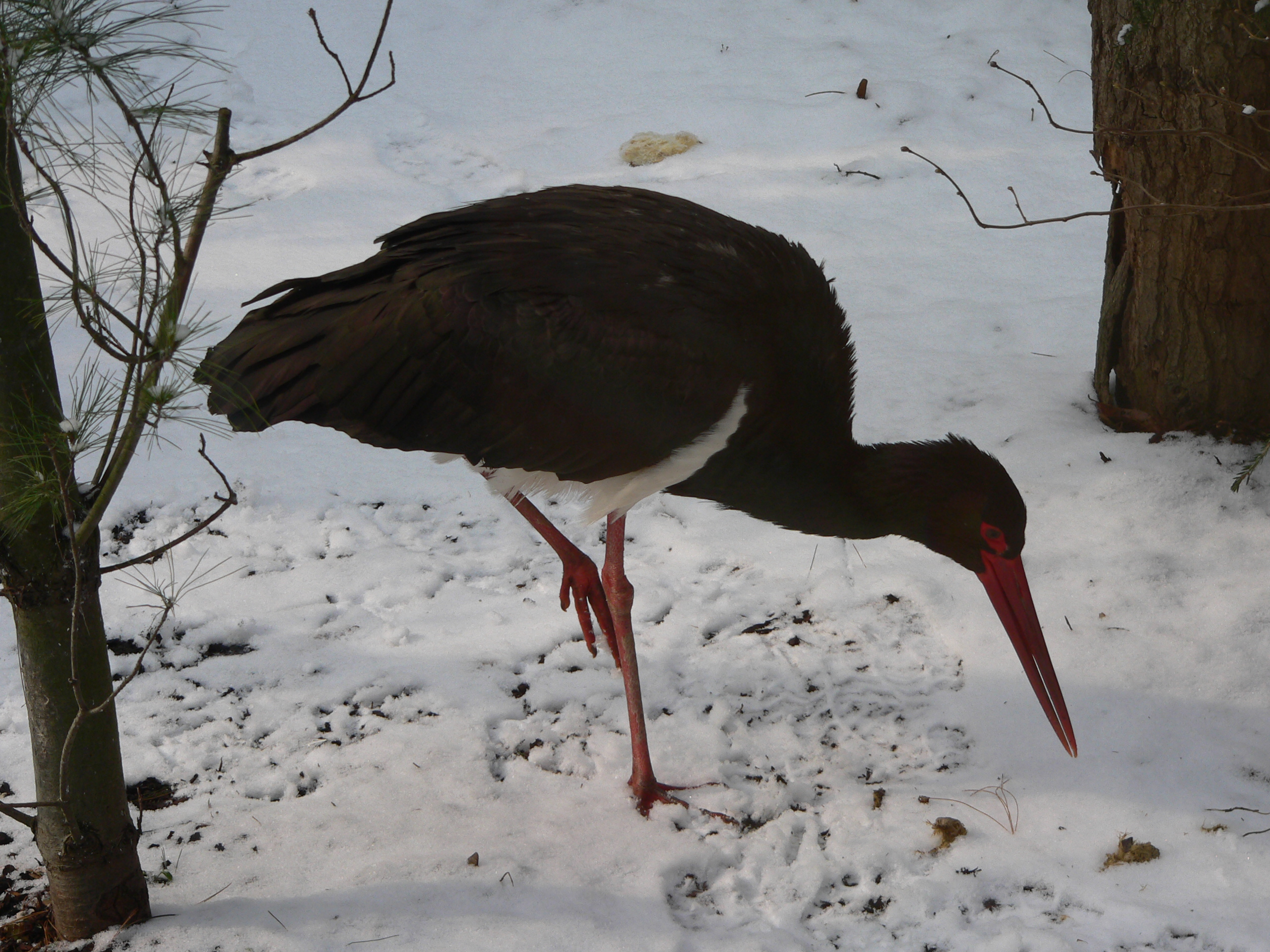
Una cicogna nera sulla neve
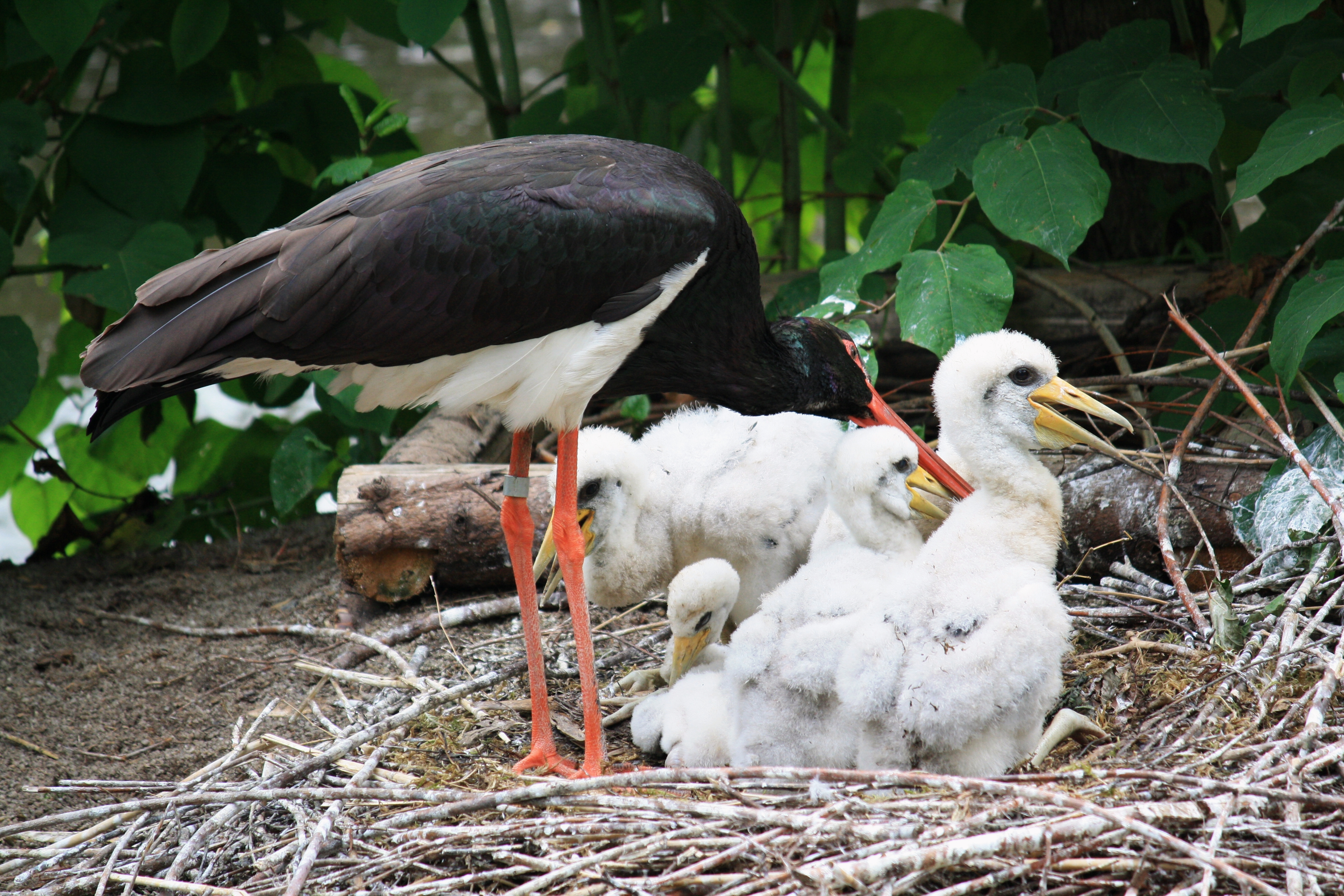
Cicogna nera al nido con quattro pulli
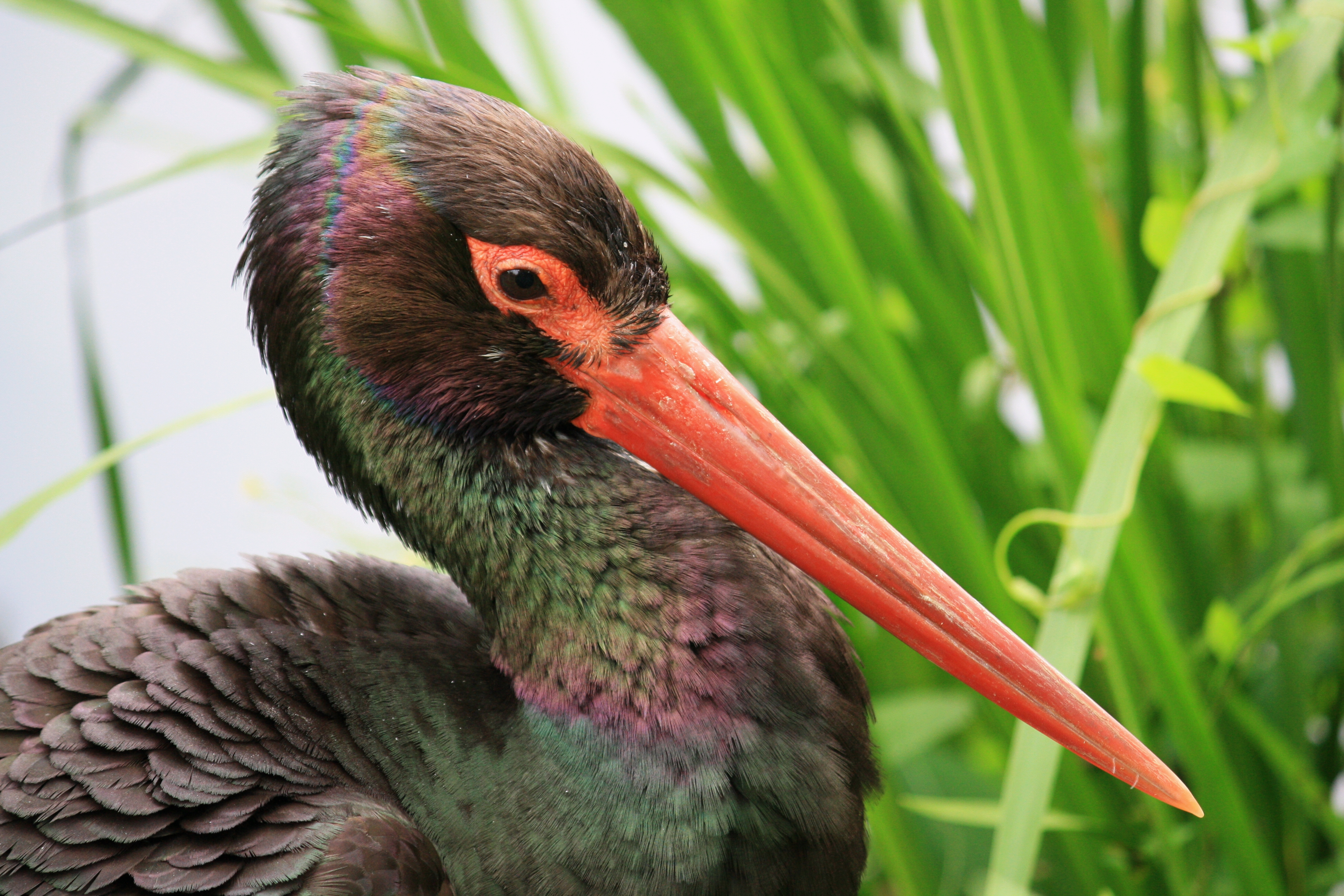
Primo piano di una cicogna nera allo zoo di Praga
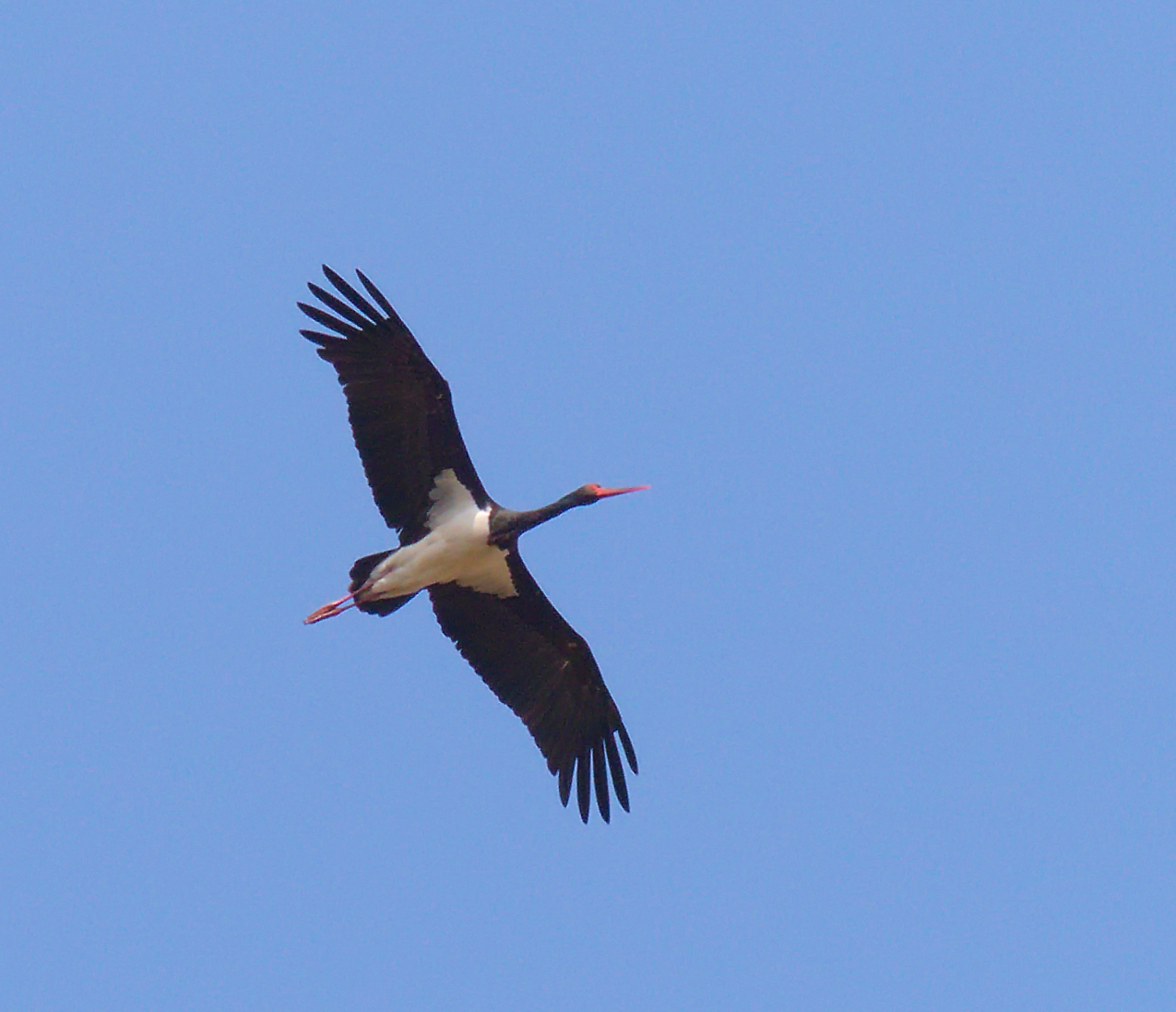
Cicogna nera in volo
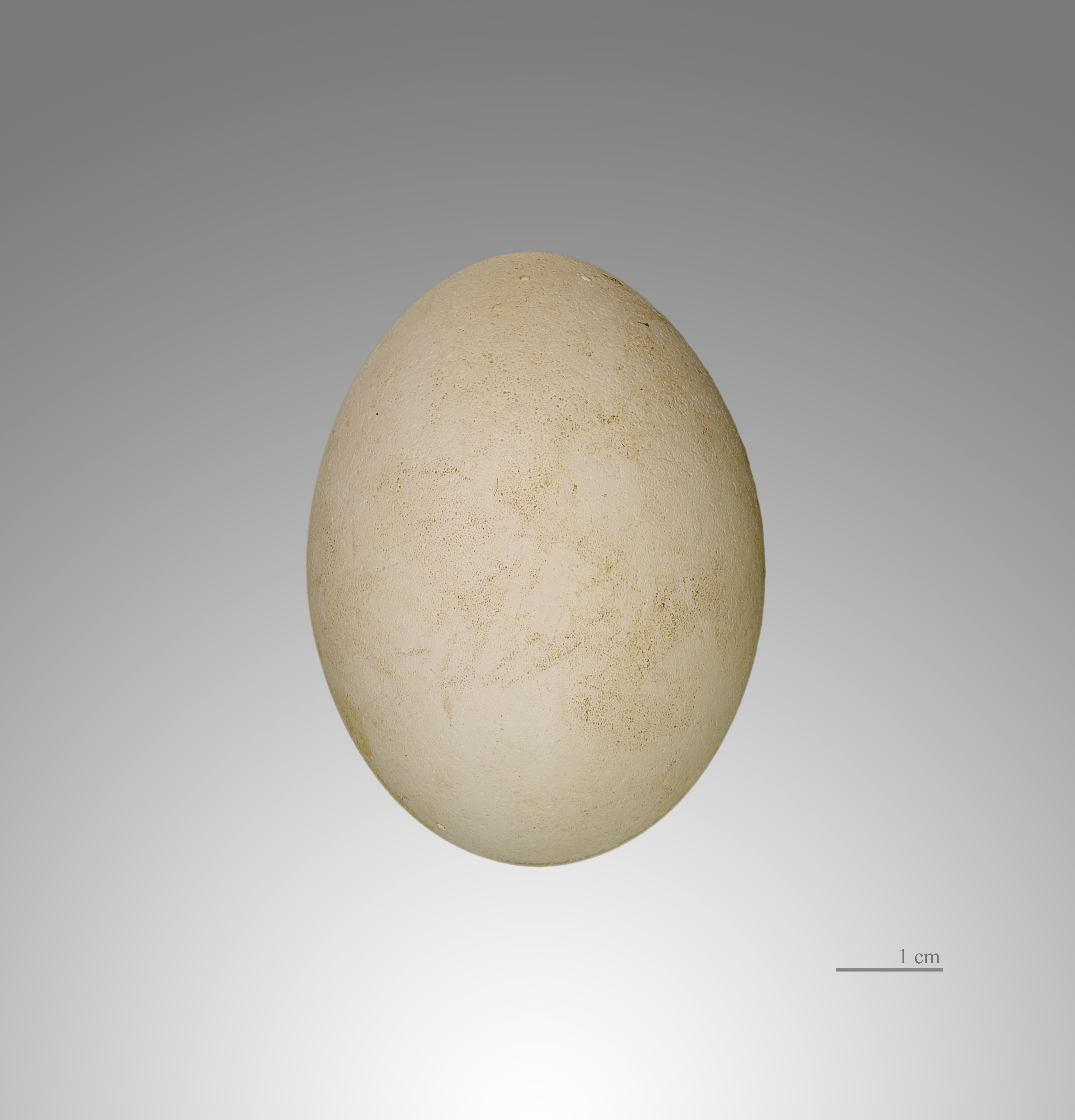
Uovo di cicogna nera